# Hydriastele microspadix
Hydriastele microspadix là loài thực vật có hoa thuộc họ Arecaceae. Loài này được (Warb. ex K.Schum. & Lauterb.) Burret mô tả khoa học đầu tiên năm 1937.